# Silvino Lobos
Silvino Lobos é um município de  quarta classe de renda municipal (d) na província Samar do Norte, nas Filipinas. De acordo com o censo de 1 de maio  de  2020 possui uma população de 15 100 pessoas e 2 931 domicílios.